# کولوگ‌خان
کولوگ‌خان امپراتور دودمان یوآن بعد از تیمور خان از سال‌های ۱۳۰۷ تا ۱۳۱۱ میلادی، بود. او به عنوان هفتمین خان بزرگ امپراتوری مغول برای مغولها محسوب می‌شده است.